# Vampire: The Masquerade – Bloodlines 2
Vampire: The Masquerade - Bloodlines 2 é um futuro jogo eletrônico RPG de ação desenvolvido pela The Chinese Room e publicado pela Paradox Interactive. Ambientado no Mundo das Trevas da White Wolf Publishing, o jogo é baseado no RPG Vampire: A Máscara e é a continuação do jogo de 2004, Vampire: The Masquerade - Bloodlines. A história do jogo segue um ser humano de Seattle do século 21, que é morto e, posteriormente, revivido como um vampiro novato com habilidades vampíricas relativamente fracas.
Bloodlines 2 é jogado principalmente em perspectiva de primeira pessoa, alternando para terceira pessoa para atividades contextuais. O jogador atribui a seu personagem uma das três disciplinas de "meio-sangue" — poderes únicos e atualizáveis — antes de se juntar a um dos cinco clãs de sangue puro. O jogo está previsto para ser lançado para Microsoft Windows, PlayStation 5 e Xbox Series X/S.

## Jogabilidade
Vampire: The Masquerade - Bloodlines 2 é apresentado principalmente a partir da perspectiva em primeira pessoa, alternando para terceira pessoa para atividades contextuais, como ataques específicos. Antes do jogo começar, os jogadores criam um personagem vampiro e podem selecionar um personagem que informe quem eles eram como humanos, como um barista (o fundo padrão, sem bônus), um criminoso, um legista ou um policial, com cada um oferecendo diferentes opções de diálogo e interação com o mundo do jogo. Os pronomes do personagem do jogador são escolhidos independentemente do tipo de corpo selecionado.
Depois de começar o jogo, o meio-sangue deve escolher uma das três disciplinas atualizáveis (poderes vampíricos): Quirópteros (a habilidade de planar e conjurar morcegos), Mentalismo (a habilidade de levitar objetos e pessoas) e Nebulização (a habilidade de evocar névoa para atacar, ocultar o personagem ou transformar-se em névoa para mover-se por pequenos espaços). O meio-sangue pode eventualmente se juntar a um dos cinco clãs de sangue puro, após o qual eles têm acesso às suas disciplinas e atualizações específicas, além de suas disciplinas de meio-sangue originais. Embora alguns poderes se sobreponham a clãs, não há dois clãs que compartilham a mesma combinação de disciplinas. O clã Brujah pode aumentar sua força física para alto dano (Potência) e sua velocidade (Celeridade); os Tremere podem usar magia do sangue de forma combativa (Taumaturgia) ou melhorar seus sentidos (Auspícios); os Toreadores também possuem celeridade, e podem comandar a adoração e devoção dos outros (Presença); os Ventrue podem desviar ou absorver ataques (Fortitude), e podem controlar a vontade de outros (Dominação); e os Malkavianos também usam auspícios, e podem debilitar as mentes de suas vítimas (Dementação). Outros clãs estão planejados para inclusão pós-lançamento.
O jogador pode participar de missões secundárias fora da história principal, algumas das quais podem ser descobertas através da exploração. O jogador possui um telefone celular e pode enviar mensagens a personagens que não são jogadores para obter informações que levem a outras missões. Inimigos e forças opostas podem ser tratados com violência, evitados através de furtividade ou mesmo seduzidos com habilidades suficientes. Além disso, existem múltiplas facções no jogo com as quais o jogador pode se aliar. Eles podem se unir a múltiplas facções simultaneamente, permanecendo leais ou trabalhando contra eles de dentro, e algumas facções se recusarão a trabalhar com o jogador dependendo de suas ações.

## Sinopse

### Ambientação
Vampire: The Masquerade - Bloodlines 2 acontece na Seattle do século 21, durante o Natal. Situado no Mundo das Trevas, o jogo retrata um mundo em que vampiros, lobisomens, demônios e outras criaturas moldam a história humana. Os vampiros estão ligados por um código para manter seu sigilo (proibindo o uso de habilidades vampíricas na frente dos humanos) e evitar mortes desnecessárias (para preservar os últimos fragmentos de humanidade dos vampiros).

### Enredo
O personagem do jogador é um dos seres humanos transformados em vampiros durante o Mass Embrace, um incidente em que vampiros desonestos atacavam publicamente humanos, quebrando a Máscara e causando discórdia entre os grupos de vampiros da cidade.

## Desenvolvimento

### Recepção do primeiro jogo
O lançamento em 2004 de Vampire: The Masquerade – Bloodlines foi relativamente um fracasso, vendendo menos que 100,000 cópias, ele foi lançado em competição com as sequências de Half-Life 2, Halo 2, e Metal Gear Solid 3: Snake Eater. Bloodlines foi o último de uma linha de jogos desenvolvida por Troika Games que foi criticamente bem recebido mas prejudicado pelas vendas baixas e problemas técnicos, e a Troika foi fechada logo após seu lançamento, impedindo-os de desenvolver uma sequência. Em 2004, o então diretor Leonard Boyarsky disse que, embora a equipe gostaria de seguir uma sequência da Bloodlines, a decisão pertenceu à então editora Activision. Antes do seu encerramento, a Troika começou o desenvolvimento de um protótipo viável baseado em outro dos jogos de RPG de mesa da White Wolf, Lobisomem: O Apocalipse, ambientado no mesmo universo de Vampire: The Masquerade. Nos anos seguintes ao lançamento de Bloodlines, o jogo tornou-se considerado um clássico cult, recebendo mais de uma década de desenvolvimento pelos fãs para corrigir problemas técnicos e restaurar conteúdo cortado ou incompleto..
A editora de videogames Paradox Interactive comprou a White Wolf em outubro de 2015, obtendo os direitos de Bloodlines. Após a compra, o CEO da Paradox, Fredrik Wester, confirmou que a sequência era possível, afirmando que "quando for a hora certa, acho que uma sequela encontrará seu lugar no mercado".

### Produção
Logo após aquisição da White Wolf, desenvolvedora com sede em Seattle, o diretor criativo da Hardsuit Labs, Ka'ai Cluney' convenceu o co-fundador Andy Kipling, para lançar uma sequência Bloodlines para Paradox, enquanto Cluney fez contato com o escritor de Bloodlines, Brian Mitsoda. Uma reunião foi organizada logo depois, e Mitsoda entrou na sequência como narrativa principal, trazendo Cara Ellison para atuar como escritora sênior, e o designer de jogos Chris Avellone como escritor. O compositor de Bloodlines, Rik Schaffer, também retornou para a sequência como o principal compositor. O produtor Christian Schlutter disse: "Quando nós, como Paradox, adquirimos o IP, vimos Bloodlines como a jóia da coroa ... então [Hardsuit Labs] veio e teve o tom perfeito, com o escritor original a bordo também. Tudo aconteceu muito mais rápido do que esperávamos." O nome de código interno do projeto era "Project Frasier" (uma referência ao sitcom de Frasier, ambientada em Seattle).

## Lançamento
Bloodlines 2 foi primeiro anúnciado em fevereiro de 2019 com o lançamento do aplicativo de namoro "Tender", criado pela Paradox. O aplicativo ofereceu o uso de um "algoritmo de alma gêmea" e pediu o tipo de sangue do usuário antes de se oferecer para combiná-lo com pessoas doentes por perto. Um livestream da Twitch.tv, e mais tarde a própria conta oficial do Paradox no Twitter também exibiu um memorando do CEO da Tender Malcolm Chandler notando a necessidade de estar preparado para 21 de março de 2019 em São Francisco, a data em que o jogo foi revelado publicamente.
O jogo está previsto para lançamento em 2021 para Microsoft Windows, PlayStation 4, Playstation 5, Xbox One e Xbox Series X. Três diferentes versões de pré-lançamento foram disponibilizadas: Standard, Unsanctioned e Blood Moon, que incluirão dois pacotes de conteúdo para download baseados em histórias, e a expansão temática de lobisomem "Season of the Wolf". Além disso, pré-encomendas da versão não sancionada ou acima incluem itens no jogo referenciando personagens Bloodlines como Jeannette Voerman e Damsel.

## Ligações Externas
- Sítio oficial